# Kudlichova rozhledna
Kudlichova rozhledna (německy Kudlich Warte) byla postavena na vrchu Složiště (dříve Legerberg) mezi dnes již zaniklými obcemi Heřmanov a Tocov na severozápadě Doupovských hor ve Vojenském újezdu Hradiště. Přístupová cesta k ní vedla od dnes rovněž zaniklé osady Třídomí.
Původně na jejím místě stála starší rozhledna, vybudovaná na konci 19. století. Ta ovšem později zanikla a roku 1933, při příležitosti 110. výročí narození dr. Hanse Kudlicha (poslanec revolučního říšského sněmu, jenž podal návrh na zrušení poddanství), zde byla vystavěna nová, třípatrová šestiboká rozhledna. K jejímu zániku došlo kolem roku 1953, kdy se stala součástí vojenského újezdu.
V roce 1933 byl u rozhledny vztyčen i pomník Hanse Kudlicha. Na žulovém kameni nesl německý nápis Hier sprach am 19. Aug. 1888 Dr. Hans Kudlich. In dankbarer Erinnerung die deutschen Bauern des Saazer und Karlsbader Kreises („Zde 19. srpna 1888 promlouval Dr. H. K. S vděčnou vzpomínkou němečtí rolníci Žateckého a Karlovarského kraje“). Dne 16. března 2003 jej za souhlasu Újezdního úřadu v Karlových Varech členové Klubu historických památek Radonicka převezli do Kojetína. Tady prošel rekonstrukcí a následně se stal součástí Lapidária zaniklých obcí Doupovska na Vintířovském vrchu.